# Temporada do Club Universitario de Deportes de 2015
O Club Universitario de Deportes em 2015, participou de duas competições: Campeonato Peruano e Copa Sul-Americana.

## Elenco
| N.°        | Nome                 | País     |
| Goleiros   | Goleiros             | Goleiros |
| ---------- | -------------------- | -------- |
| 1          | Raúl Fernández       |          |
| 12         | Carlos Cáceda        |          |
| 21         | José Carvallo        |          |
| Defensores |                      |          |
| 12         | Joaquín Aguirre      |          |
| 4          | Álvaro Ampuero       |          |
| 3          | Horacio Benincasa    |          |
| 19         | Diego Chávez         |          |
| 14         | Néstor Duarte        |          |
| 6          | Gustavo Dulanto      |          |
| 17         | Braynner García      |          |
| 23         | Carlos Neyra         |          |
| 29         | Andy Reátegui        |          |
| Meias      |                      |          |
| 5          | Antonio Gonzáles     |          |
| 23         | Gerson Barreto       |          |
| 8          | Christofer Gonzáles  |          |
| 10         | Carlos Grossmüller   |          |
| 7          | Rafael Guarderas     |          |
| 30         | Juan Diego Gutiérrez |          |
| 26         | César Huamantica     |          |
| 19         | Emmanuel Páucar      |          |
| 25         | Ángel Romero         |          |
| 28         | Roberto Siucho       |          |
| 15         | Josimar Vargas       |          |
| Atacantes  |                      |          |
| 11         | Germán Alemanno      |          |
| 20         | Édison Flores        |          |
|            | Henry Giménez        |          |
| 27         | Gonzalo Maldonado    |          |
| 18         | Liber Quiñones       |          |
| 94         | Andy Polo            |          |
| Treinador  |                      |          |
|            | Luis Suárez          |          |

## Competições

### Campeonato Peruano

#### Torneo del Inca
| Classificação - Grupo B | Classificação - Grupo B   | Classificação - Grupo B | Classificação - Grupo B | Classificação - Grupo B | Classificação - Grupo B | Classificação - Grupo B | Classificação - Grupo B | Classificação - Grupo B | Classificação - Grupo B |
| Pos                     | Time                      | PG                      | J                       | V                       | E                       | D                       | GP                      | GS                      | SG                      |
| ----------------------- | ------------------------- | ----------------------- | ----------------------- | ----------------------- | ----------------------- | ----------------------- | ----------------------- | ----------------------- | ----------------------- |
| 5                       | Universitario de Deportes | 9                       | 10                      | 3                       | 0                       | 7                       | 10                      | 17                      | −7                      |

#### Torneo Apertura
| Classificação | Classificação             | Classificação | Classificação | Classificação | Classificação | Classificação | Classificação | Classificação | Classificação |
| Pos           | Time                      | PG            | J             | V             | E             | D             | GP            | GS            | SG            |
| ------------- | ------------------------- | ------------- | ------------- | ------------- | ------------- | ------------- | ------------- | ------------- | ------------- |
| 14            | Universitario de Deportes | 15            | 16            | 3             | 6             | 7             | 10            | 17            | −7            |

#### Torneo Clausura
| Classificação | Classificação             | Classificação | Classificação | Classificação | Classificação | Classificação | Classificação | Classificação | Classificação |
| Pos           | Time                      | PG            | J             | V             | E             | D             | GP            | GS            | SG            |
| ------------- | ------------------------- | ------------- | ------------- | ------------- | ------------- | ------------- | ------------- | ------------- | ------------- |
| 4             | Universitario de Deportes | 28            | 16            | 8             | 4             | 4             | 26            | 20            | +6            |

#### Classificação Geral
O Universitario terminou na sétima posição e conseguiu se classificar para a Copa Sul-Americana de 2016.
| Classificação | Classificação             | Classificação | Classificação | Classificação | Classificação | Classificação | Classificação | Classificação | Classificação |
| Pos           | Time                      | PG            | J             | V             | E             | D             | GP            | GS            | SG            |
| ------------- | ------------------------- | ------------- | ------------- | ------------- | ------------- | ------------- | ------------- | ------------- | ------------- |
| 7             | Universitario de Deportes | 44            | 32            | 11            | 10            | 11            | 36            | 37            | −1            |

### Copa Sul-Americana

#### Primeira fase
O Universitario começou com o pé direito na Copa Sul-Americana, ao vencer o Deportivo Anzoátegui por 3 a 1 no Estádio Nacional. Nos primeiros 30 minutos de jogo, o Universitario já vencia por 2-0 com algum conforto para alegria dos adeptos no Estádio. O terceiro gol foi feito por Germán Alemanno
| 11 de agosto Ida | Universitario                           | 3 – 1     | Deportivo Anzoátegui | Lima, Peru                                                            |  |
| 21:15 (UTC−5)    | Giménez 12' · Romero 28' · Alemanno 56' | Relatório | Aguilar 59'          | Estádio: Estádio Nacional Público: 20 000 Árbitro: PAR Ulises Mereles |  |

| 20 de agosto Volta | Deportivo Anzoátegui | 1 – 3     | Universitario                           | Puerto la Cruz, Venezuela                                                       |  |
| 17:00 (UTC−4:30)   | Aguilar 61'          | Relatório | Dulanto 5' · Ruidíaz 76' · Alemanno 88' | Estádio: Estádio José Antonio Anzoátegui Público: 1 000 Árbitro: ECU Diego Lara |  |

#### Segunda fase
| 26 de agosto Ida | Defensor Sporting           | 3 – 0     | Universitario | Montevidéu, Uruguai                                                      |  |
| 16:30 (UTC−3)    | Acuña 69', 88' · Lozano 75' | Relatório | {{{golos2}}}  | Estádio: Estádio Luis Franzini Público: 2 000 Árbitro: CHI Enrique Osses |  |

| 15 de setembro Volta | Universitario | 0 – 1     | Defensor Sporting | Lima, Peru                                                         |  |
| 19:30 (UTC−5)        |               | Relatório | Castro 4'         | Estádio: Estádio Monumental Público: 3 000 Árbitro: ECU Omar Ponce |  |